# Redemption (1930)
Redemption is een Amerikaanse film uit 1930 onder regie van Fred Niblo. De film is gebaseerd op het toneelstuk Zhivoy trup van Leo Tolstoj. Destijds werd de film in Nederland uitgebracht onder de titel Bevrijding.

## Verhaal
De Russische Feyda wordt verliefd op Lisa, die hij leert kennen via zijn vriend Victor. Het duurt niet lang voordat ze trouwen en een kind krijgen. Feyda wordt echter op den duur zijn voorspelbare en saaie leven als vader en echtgenoot zat en zoekt zijn toevlucht in alcohol en gokken. Hij vervreemdt zich van zijn vrouw en verlaat haar uiteindelijk voor zigeuner Masha, met wie hij vroeger ook een relatie had. Lisa vermoedt dat haar man is verdronken en treedt in het huwelijk met Victor. Later komt de waarheid boven water en wordt ze beschuldigd van bigamie. Feyda realiseert zich dat hij het leven van Lisa aan het ruïneren is en schiet zichzelf dood.

## Rolbezetting
| Acteur           | Personage    |
| ---------------- | ------------ |
| John Gilbert     | Feyda        |
| Renée Adorée     | Masha        |
| Conrad Nagel     | Victor       |
| Eleanor Boardman | Lisa         |
| Claire McDowell  | Anna Pavlona |
| Nigel De Brulier | Petushkov    |
| Tully Marshall   | Artimiev     |
| Mack Swain       | Magistrate   |

## Achtergrond
Redemption was een van de eerste geluidsfilms en werd opgenomen in 1929. De film werd in een gehaaste periode van 17 dagen opgenomen en werd ook een grote flop toen hij maanden later werd uitgebracht. Het blad Film Daily noemde het 'zwak op vrijwel elk gebied'. Het betekende voor hoofdrolspeler John Gilbert zijn geluidsfilm debuut en zijn stem werd niet goed ontvangen door het publiek.